# Thrincophora
Thrincophora là một chi bướm đêm thuộc phân họ Tortricinae của họ Tortricidae.

## Các loài
- Thrincophora archboldi Diakonoff, 1952
- Thrincophora cinefacta (Turner, 1945)
- Thrincophora deloptycha Diakonoff, 1952
- Thrincophora dryinodes (Meyrick, 1910)
- Thrincophora impletana (Walker, 1863)
- Thrincophora inconcisana (Walker, 1863)
- Thrincophora leucotorna Diakonoff, 1952
- Thrincophora lignigerana (Walker, 1863)
- Thrincophora microtera Diakonoff, 1952
- Thrincophora nebulosa Diakonoff, 1952
- Thrincophora ochracea Diakonoff, 1944
- Thrincophora ostracopis (Meyrick, 1938)
- Thrincophora signigerana (Walker, 1863)
- Thrincophora stenoptycha (Turner, 1926)